# Daisaku Takeda
Daisaku Takeda (en japonés: 武田大作, Takeda Daisaku; Iyo, 5 de diciembre de 1973) es un deportista japonés que compitió en remo.
Ganó una medalla de oro en el Campeonato Mundial de Remo de 2000, en la prueba de cuatro scull ligero. Participó en cinco Juegos Olímpicos de Verano, entre los años 1996 y 2012, ocupando el sexto lugar en Sídney 2000 y en Atenas 2004, en la prueba de doble scull ligero.

## Palmarés internacional
| Campeonato Mundial | Campeonato Mundial | Campeonato Mundial | Campeonato Mundial  |
| Año                | Lugar              | Medalla            | Prueba              |
| ------------------ | ------------------ | ------------------ | ------------------- |
| 2000               | Zagreb (Croacia)   | Medalla de oro     | Cuatro scull ligero |